# Squatinella rostrum
Squatinella rostrum is een raderdiertjessoort uit de familie Lepadellidae. De wetenschappelijke naam van deze soort is voor het eerst geldig gepubliceerd in 1846 door Schmarda.